# Paratellurite
La paratellurite (α-TeO2) est l'une des formes prises par le dioxyde de tellure, l'autre étant le minéral jaunâtre tellurite, β-TeO2. Il s'agit d'un tétragone synthétique et incolore. La plupart des informations concernant la réaction chimique du dioxyde de tellure a été obtenue par des études relatives à la paratellurite α-TeO2.
La structure cristalline de cet oxyde de tellure tétragonal a été étudiée par diffraction de neutrons. Le groupe d'espace est P41212 ou P43212 (no  92 ou 96) avec comme paramètres de maille a = 479,6 pm, c = 762,6 pm. Le polyèdre de coordination de l'atome de tellure est une pyramide carrée distordue dont il occupe l'apex et les distances Te-O sont deux fois 191 pm et deux fois 209 pm. Les pyramides sont liées par des atomes d'oxygène communs.